# Weißhandgibbon
Der Weißhandgibbon oder Lar (Hylobates lar) ist eine Primatenart aus der Familie der Gibbons (Hylobatidae). Er gehört zu den bekanntesten Gibbonarten und ist auch oft in deutschen Zoos zu sehen.

## Merkmale

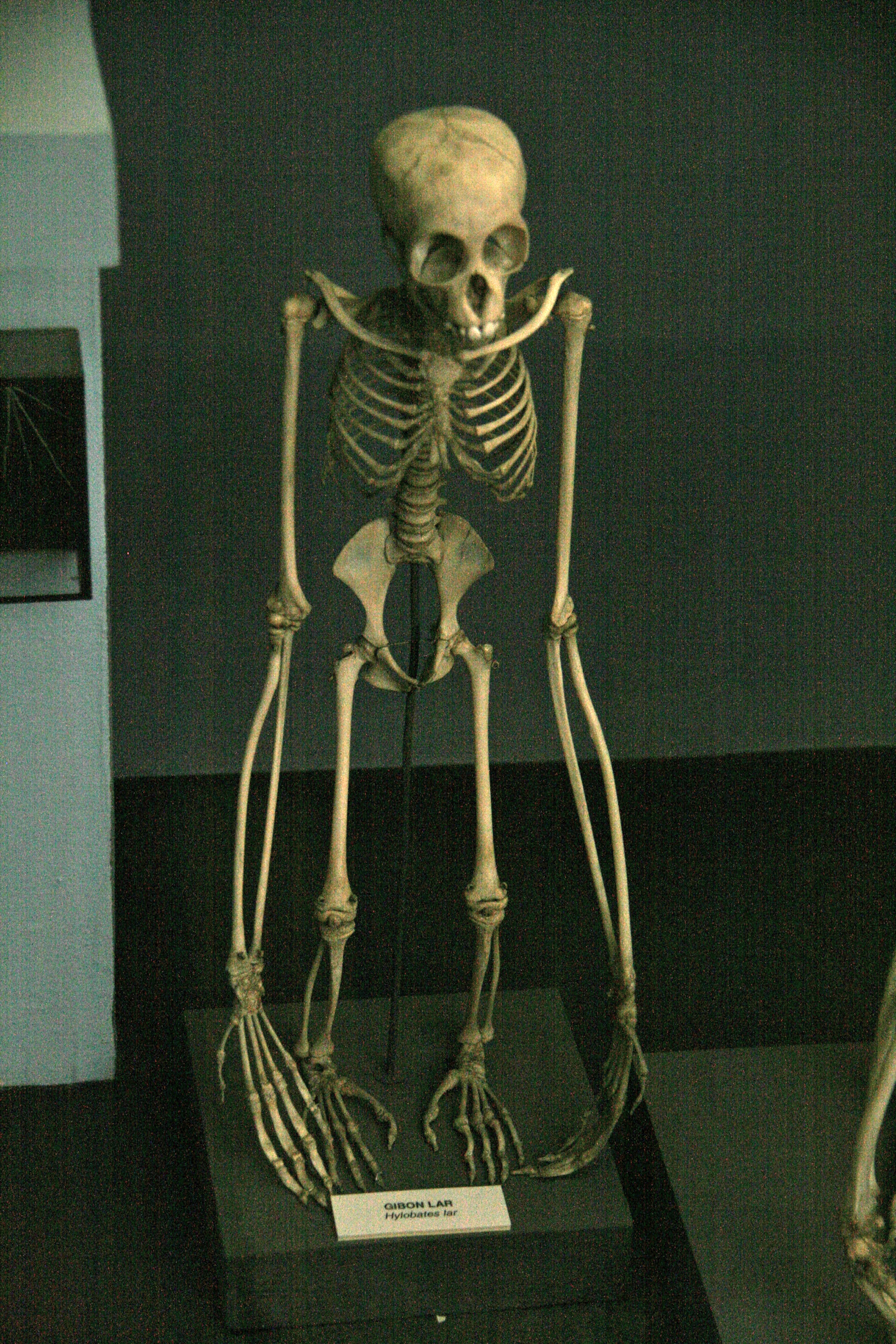
Weißhandgibbon-Skelett

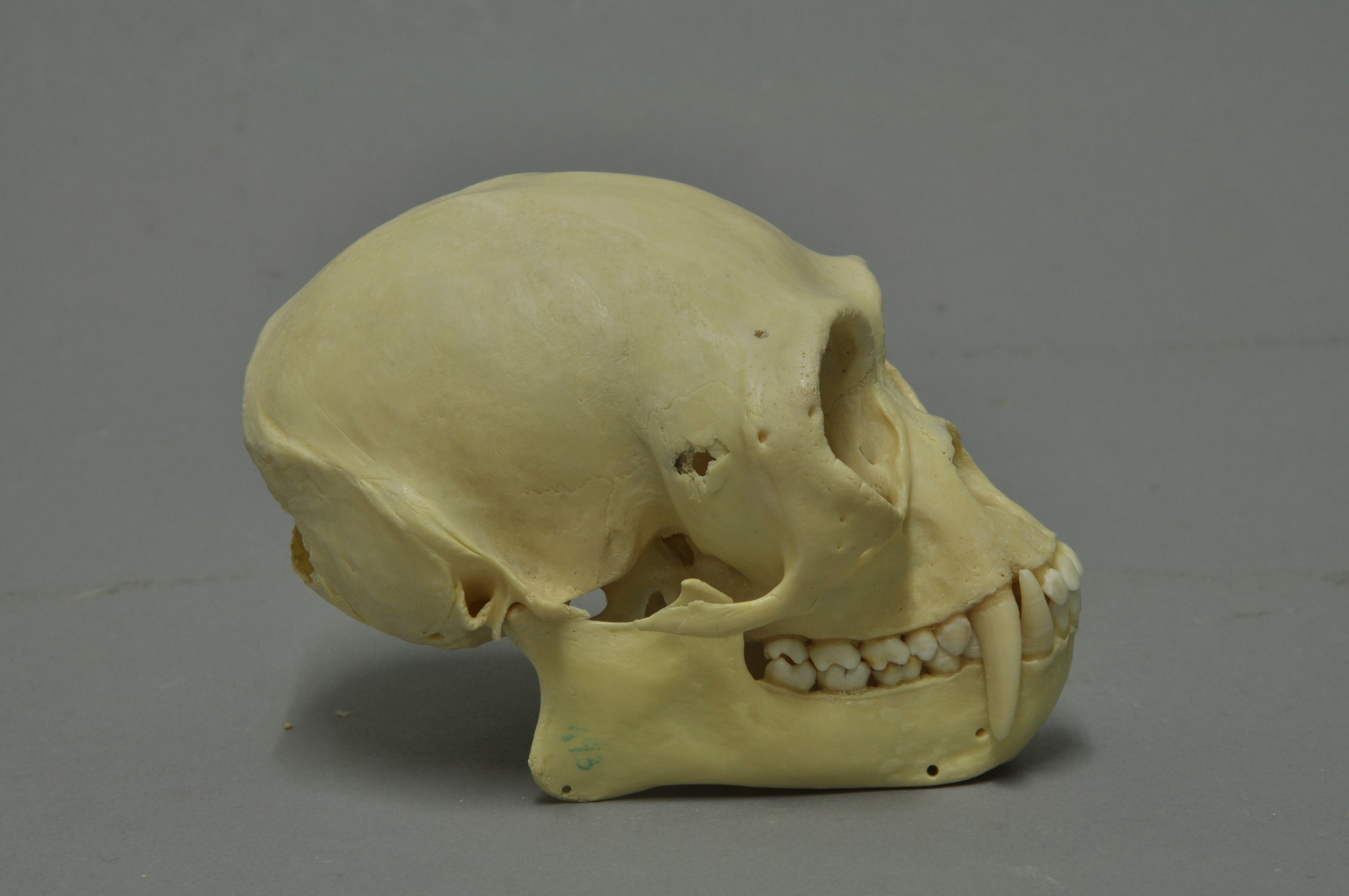
Schädel eines Weißhandgibbons (Sammlung Museum Wiesbaden)

Weißhandgibbons erreichen eine durchschnittliche Kopf-Rumpf-Länge von 41 cm und ein durchschnittliches Gewicht von 4–7 kg (Männchen) und 3–6 kg (Weibchen). Diese Angaben stammen aus Publikationen von A. Schultz aus den Jahren 1933 und 1973. Die Gewichtsangaben sind aus der Typus-Serie der Unterart H. l. Carpenteri belegt, die vermutlich einige nicht ausgewachsene Individuen beinhaltet. Messungen aus dem südlichen China von H. l. yunnanensis wurden von S. Ma und Kollegen im Jahr 1988 veröffentlicht. Durchschnittlich hatten die vier Männchen und ein Weibchen eine Kopf-Rumpf-Länge von 49 cm (reichte von 44–57 cm) und ein Gewicht von 7 kg (reichte von 5–8 kg). Gewichtsangaben der Unterart aus Sumatra H. l. vestitus wurden 1929 von C. Kloss herausgegeben: Männchen 4–5 kg, Weibchen 5 kg.
Beim Weißhandgibbon gibt es zwei Hauptfellmorphen: dunkel (braun bis schwarz) und blass (cremefarben bis rötlich-gelbbraun). Diese stehen in keiner Verbindung zu Geschlecht oder Alter, obgleich die exakten Farbtöne je nach Region variieren. In Sammlungen von Museen sind Exemplare von H. l. vestitus ziemlich hellbraun (wie die hellen Morphen von H. l. entelloides) und es scheint, dass diese Unterart keinen Farbpolymorphismus zeigt – aber dies muss erst in wildlebenden Populationen bestätigt werden. Alle Weißhandgibbons haben ein nacktes schwarzes Gesicht, umrahmt von einem Ring aus weißlichem Fell, und (namengebend) weißes Fell an den Oberseiten der Hände und Füße. Das Kopfhaar ist fächerartig nach hinten gerichtet und ist nicht verlängert oder bedeckt seitlich die Ohren. Ausgewachsene Männchen haben einen schwarzen Haarschopf im Schambereich. Beide Geschlechter werden fast gleich groß. Die Fellfarbe ist auf der Malaiischen Halbinsel sehr variabel (von dunkelbraun bis gelbbraun), aber nördlich sind die Individuen ohne Zwischenformen entweder sehr dunkel (schwarz) oder sehr blass gefärbt (cremefarben). Diese Extreme sind geschlechtsunabhängig, anders als bei benachbarten Arten der Gattungen Hoolock und Nomascus.

## Verbreitung und Lebensraum

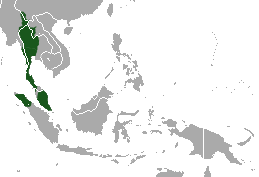
Verbreitungsgebiet (grün) des Weißhandgibbons

Das Verbreitungsgebiet des Weißhandgibbons erstreckt sich vom südlichen China (Yunnan) und dem östlichen Myanmar über Thailand über die gesamte Malaiische Halbinsel südwärts mit Ausnahme eines kleinen Gebiets im thailändisch-malaysischen Grenzgebiet, wo der Schwarzhandgibbon (H. agilis) die Art vertritt. Darüber hinaus ist der Weißhandgibbon auch im Norden der Insel Sumatra zu finden. Die vier Unterarten teilen sich das Verbreitungsgebiet folgendermaßen auf:
- Malaiischer Weißhandgibbon (H. l. lar (Linnaeus, 1771)) – Malaiische Halbinsel, vom Perak River bis zum Mudah River
- Carpenter-Weißhandgibbon (H. l. carpenteri Groves, 1968) – Ostmyanmar, Nordwestlaos und Nordwestthailand
- Südthailändischer Weißhandgibbon (H. l. entelloides I. Geoffroy Saint-Hilaire, 1842) – Südmyanmar und Südwestthailand
- Sumatra-Weißhandgibbon (H. l. vestitus G. S. Miller, 1942) – Nordsumatra, nordwestlich des Tobasees und des Singkil River
- Yunnan-Weißhandgibbon (H. l. yunnanensis Ma & Wang, 1986) – Südchina (Südwestyunnan), nördlichste Unterart, ursprünglich zwischen dem Nujiang (= Saluen) und dem Lancangjiang (= Mekong) River in Cangyuan, Menglian und Ximeng beheimatet, seit den 1960ern nur noch am Nangun River in Höhen von 1000 bis 1500 m vorkommend, aber jetzt wahrscheinlich dort ausgestorben

Der Weißhandgibbon bildet eine schmale Hybridzone mit dem Kappengibbon (H. pileatus) im Nationalpark Khao Yai im zentralen Thailand und dem Schwarzhandgibbon (H. agilis) auf der Malaiischen Halbinsel (zurückzuführen auf die Erschaffung eines künstlichen Sees in den 1970ern) und ist weitläufig auf der Malaiischen Halbinsel und Nordsumatra mit dem Siamang (Symphalangus syndactylus) sympatrisch.
Der Weißhandgibbon bewohnt meistens tropische Tieflandregenwälder mit dipterocarpem Baumbestand. Gemischte Laubbambuswälder, immergrüne, halbimmergrüne und feucht-immergrüne Wälder und sogar Moor- und Sumpfwälder stellen ebenfalls den Lebensraum der Art dar. Meist liegen diese Wälder in Höhen unter 1200 m. Der Weißhandgibbon bevorzugt die höchsten Etagen von unberührten Primärwäldern, kommt aber auch in Sekundär- und selektiv gerodeten Wäldern vor. Die Durchschnittshöhe der Futterbäume im Nationalpark Khao Yai in Thailand ist 23 m.

## Lebensweise

### Aktivitätsmuster

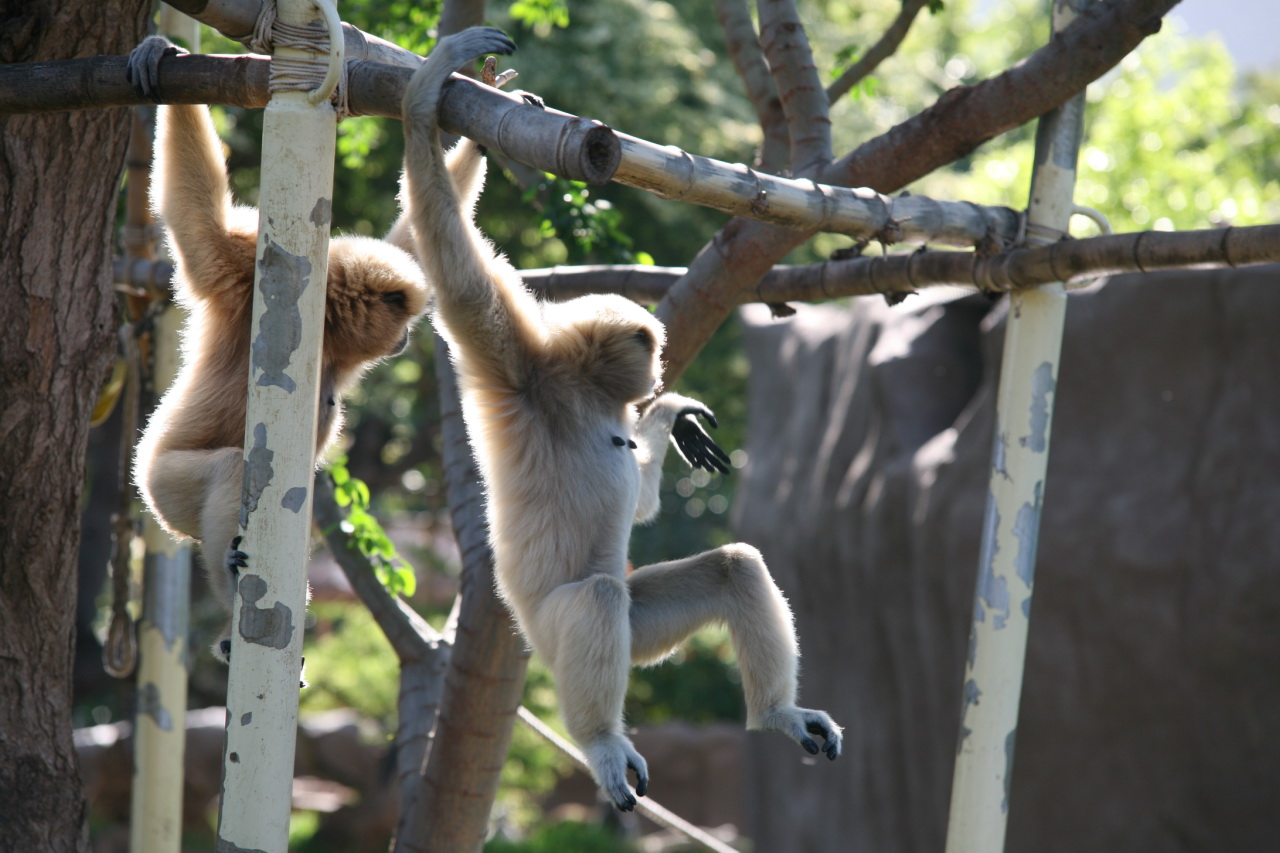
Weißhandgibbons beim Schwinghangeln (Brachiation)

Weißhandgibbons sind tagaktive Baumbewohner. Durchschnittlich verbringen sie ihren Tag mit Fressen (33 %), Ausruhen (26 %), Wandern (24 %), sozialen Tätigkeiten (11 %), Kommunikation (4 %) und Begegnungen zwischen Gruppen (2 %), allerdings ändern sich die Werte deutlich im Laufe eines Jahres. Die meiste Zeit des Tages beanspruchen Futtersuche und Ruhen. Weißhandgibbons in Thailand sind durchschnittlich 8 Stunden am Tag aktiv, verlassen ihre Schlafplätze während des Sonnenaufgangs und suchen ihre Schlafbäume durchschnittlich 3 Stunden vor dem Sonnenuntergang auf. Wenn der Morgen klar ist, stößt das ausgewachsene Männchen seine Solorufe aus – normalerweise vom Schlafbaum aus. Bei Sonnenaufgang, wenn alle Gruppenmitglieder wach sind, koten und urinieren sie, während sie an Ästen hängen. Dann bewegt sich die Gruppe auf einen Futterbaum zu. Normalerweise gibt es vor dem Mittag Duettrufe von dem Paar. Der Rest des Tages ist abwechselnd mit Fressen und der Suche nach neuen Futterbäumen ausgefüllt. Wenn Früchte knapp sind, verbringen Weißhandgibbons mehr Zeit mit sozialen Aktivitäten und entsprechend umgekehrt. Eine Gruppe macht an einem Tag mehr als eine Stunde lang Rast und widmet sich währenddessen sozialen Tätigkeiten. Weißhandgibbons versuchen zu vermeiden, dass bemerkt wird, wo und wann sie zu ihren Schlafplätzen kommen, um vermutlich das Risiko zu senken, gefressen zu werden. Häufig werden die höchsten Bäume der Umgebung als Schlafplatz ausgewählt, falls möglich an Steilhängen und Klippen. Während der kühlen Jahreszeit verbringen Gruppen von Weißhandgibbons täglich mehrere Stunden oft in großen Feigenbäumen.

### Sozialverhalten
Generell leben Weißhandgibbons fortlaufend in monogamen Paaren mit bis zu vier Jungtieren pro Gruppe, aber hin und wieder bilden sie polygame Gruppen (ein Weibchen und zwei ausgewachsene Männchen). Manchmal erstrecken sich sexuelle Beziehungen über die mit dem zusammenlebenden Partner und polygame Paarungen sind ebenfalls beobachtet worden. Langzeitdaten zeigen, dass Weibchen ihr Leben wahrscheinlich in verschiedenen Arten von Gruppen (z. B. mit einem oder mehreren Männchen) verbringen. Im Falle von zusätzlichen Paarungen bei Weibchen ist die Häufigkeit von Kopulationen mit dem eigenen Partner dennoch höher als mit anderen Männchen. Bestandszählungen im Nationalpark Khao Yai von 1992 bis 2007 belegten, dass dort durchschnittlich 76 % der Tiere monogam lebten und 21 % in Gruppen mit einem Weibchen und mehreren Männchen (Gruppen mit mehreren männlichen Jungtieren ausgenommen). Gruppen mit einem Männchen und mehreren Weibchen sind selten (1 %) und der einzige Nachweis in Khao Yai zeigte, dass eines der Weibchen ein Kappengibbon (H. pileatus) war und kein Weißhandgibbon. Im Fall von Einzelpaarbildungen können Änderungen durch Verlassen (oft für einen anderen Partner), Austausch eines Partners durch ein Individuum aus einem benachbarten Revier, Verschwinden oder Tod eines Partners vorkommen. Änderungen in der Paarzusammensetzung sind aufgrund von Krankheiten, Mangel an Nahrungsquellen und fragmentierte und isolierte Lebensräume häufig. Paarbindungen halten normalerweise ein Leben lang. Die durchschnittliche Gruppengröße steigt mit dem Breitengrad und zeigt, dass die Gruppengröße kein hilfreiches Unterscheidungsmerkmal bei Gibbonarten ist. Dies spiegelt den allgemeinen Trend der steigenden Geburtenrate mit den Breitengraden bei vielen Wirbeltiergruppen wider. Auf der Malaiischen Halbinsel beinhalten Gruppen durchschnittlich zwei bis drei Individuen, in Zentralthailand drei und in Nordthailand vier. Die Reviergröße reicht von 12–54 ha., durchschnittlich ca. 40 ha., mit Höchstwerten auf der Malaiischen Halbinsel (44–54 ha.) und Niedrigstwerten im Nationalpark Khao Yai im Norden des Verbreitungsgebiets (ca. 16 ha.). Obwohl sich die Reviere von verschiedenen Gruppen oft überschneiden, gibt es ein Kerngebiet, etwa 76 % des Territoriums, das gegen andere Gruppen verteidigt wird.
Durchschnittlich legen Weißhandgibbons 1400 m pro Tag zurück, aber es gibt erhebliche Unterschiede zwischen den untersuchten Gebieten. Wenn Früchte reichlich vorhanden sind, verringert sich die täglich zurückgelegte Wegstrecke. Gruppen werden meist von Weibchen angeführt, aber auch Männchen übernehmen diese Aufgabe manchmal. Deren Hauptaufgabe ist jedoch die Verteidigung des Reviers. Soziale Aktivitäten innerhalb einer Gruppe variieren im Verlauf eines Jahres von fast 50 % der täglichen Tätigkeiten bis zu nur einem geringen Prozentsatz. Der Anteil sozialer Aktivitäten steigt, wenn die Früchte reifen. Die drei Haupttypen sind Körperpflege, Spielen (Kämpfen, Jagen, Schlagen und Beißen) und andere soziale Kontakte, von denen der erstgenannte am häufigsten ist. Aggression ist selten. Grundsätzlich spielen junge Weißhandgibbons mehr als ausgewachsene. Es gibt einige Hinweise, dass die Körperpflege bei Weißhandgibbons hauptsächlich eine hygienische, weniger eine soziale Funktion hat und meist auf Gegenseitigkeit beruht. Die Reaktionen auf Begegnungen mit anderen Gruppen reichen von Agonismus (körperliche Auseinandersetzungen) bis zu freundschaftlichem Verhalten (gemeinsame Körperpflege und gemeinsames Spielen). Die meisten Interaktionen sind jedoch agonistisch, aber sie können rein vokal und sogar neutral sein (beide Gruppen reagieren, wenn sie sich treffen, kaum aufeinander). Gruppen wandern, fressen oder ruhen manchmal auch gemeinsam, wenn sie in Kontakt kommen. Männchen sind die Hauptteilnehmer bei territorialen Streitigkeiten, aber auch Weibchen sind manchmal beteiligt. Auseinandersetzungen kommen meist nahe den Grenzen des Reviers vor, wenn zwei Gruppen einander sehen können. Sie dauern oft mehr als eine Stunde und werden von lauten Rufen begleitet. Die unterschiedlichen Arten der Interaktionen zwischen benachbarten Gruppen sind vermutlich das Ergebnis von verschiedenen sozialen und verwandtschaftlichen Beziehungen zwischen deren Mitgliedern. Trotzdem können diese Streitereien recht heftig sein und es gibt Hinweise, dass Wunden, die durch territoriale Kämpfe entstanden sind, manchmal zum Tod des Tieres führen. Diese Auseinandersetzungen hängen von den Jahreszeiten ab und sind häufiger, wenn es viele Früchte gibt, die es zu verteidigen gilt. In einer Langzeitstudie haben Männchen mit etwa 10 Jahren das Revier ihrer Eltern verlassen und ein eigenes Territorium durch das Verdrängen eines ansässigen Ausgewachsenen erobert. Zwischen dem eigenen Revier und dem der Eltern liegen meist ein bis zwei weitere, durchschnittlich 1 km. Die Dichte von Weißhandgibbons reicht von 2 Gruppen pro km2 in der Ketambe-Forschungsstation, im Gunung Leuser-Nationalpark auf Sumatra über 3 Gruppen pro km2 und in Kuala Lompat und Tanjong Triang auf der Malaiischen Halbinsel bis zu 6 Gruppen pro km2 im Nationalpark Khao Yai.

### Nahrung
Weißhandgibbons ernähren sich von einer Vielzahl von Nahrungsmitteln. Feigen und andere kleine, süße Früchte werden bevorzugt, aber junge Blätter, Knospen, Blumen, junge Triebe, Beeren, Reben, Ranken, Insekten (einschließlich Gottesanbeterinnen und Wespen) und Vogeleier werden ebenfalls nicht verschmäht. Es ist bekannt, dass sie Teile von über 100 verschiedenen Arten von Pflanzen fressen. Der Speiseplan ändert sich innerhalb eines Jahres. Im Nationalpark Khao Yai zum Beispiel dominieren Früchte das ganze Jahr außer im November und Dezember. In diesen kühlen Monaten werden Blumen am häufigsten gefressen, in der heiß-nassen Jahreszeit dagegen reife Früchte. In der kühlen Jahreszeit ist der Speiseplan sehr viel abwechslungsreicher, da sie sich dann weniger von Früchten ernähren. Früchte (einschließlich Feigen) machen jedoch nie weniger als 50 % der Nahrung eines ganzen Jahres aus. Durchschnittlich besteht der Speiseplan aus 66 % Früchten, 24 % Blättern, 9 % Insekten und 1 % Blumen.
Weißhandgibbons konkurrieren mit dem sympatrischen, größeren Siamang, dessen Anwesenheit häufig Konflikte auslöst und die Nahrungssuche der Weißhandgibbons erschwert. Nahrungskonkurrent ist auch der Südliche Schweinsaffe (Macaca nemestrina), denn beide Arten wurden schon bei der gemeinsamen Nahrungssuche beobachtet, ebenso der Javaneraffe (M. fascicularis) und der Südliche Brillenlangur (Trachypithecus obscurus).

### Fortpflanzung
Der Weißhandgibbon hat einen Menstruationszyklus von 15–25 Tagen (durchschnittlich 21–22 Tage). In freier Wildbahn pflanzen sich Weibchen gewöhnlich erstmals mit elf Jahren fort (reicht von 9 Jahren und 9 Monaten bis zu 12 Jahren und 9 Monaten). Der Abstand zwischen den Geburten beträgt mindestens drei Jahre. Wenn ein Weibchen ein Jungtier verliert, kann der Eisprung jedoch früher eintreten. Weibchen weisen während des Eisprungs Schwellungen, einen Vorsprung und eine Änderung der Farbe der geschlechtlichen Hautregion auf, in der Regel ca. 7–11 Tage lang. Außerdem kommen Schwellungen der Vulva (Schambereich) bei trächtigen Weibchen im dritten Monat vor. Paarungen können in jedem Monat stattfinden, aber die meisten sind in der Trockenzeit (März) zu beobachten. Sexuelle Annäherungen von Weibchen beinhalten die eigene Platzierung vor einem Männchen und das Zeigen der Geschlechtsteile. Paarungen erfolgen dorso-ventral (das Männchen hinter dem Weibchen). Weibchen verweigern Kopulationen, indem sie vor dem Männchen weglaufen, laut rufen oder dessen Annäherungen zurückweisen. Homosexuelles Verhalten wurde bei männlichen Weißhandgibbons in freier Wildbahn nachgewiesen. Die Trächtigkeit dauert über sechs Monate in der Wildnis. In einem Untersuchungsgebiet in Thailand fielen die Geburten in die späte Regen- und die frühe Trockenzeit zwischen September und Oktober. Neugeborene wiegen durchschnittlich 383 g und sind fast nackt bis auf ein paar Haare auf dem Kopf. Sie können schon kurz nach der Geburt rufen. Elterliche Fürsorge wird überwiegend von der Mutter gegeben, aber auch der Vater und ältere Geschwister helfen ihr dabei. In freier Wildbahn klammert sich das Jungtier als aktiver Tragling an den Bauch der Mutter und wird so von ihr getragen. Beobachtungen von Jungtieren in der Wildnis und in Gefangenschaft zeigen, dass feste Nahrung erstmals mit vier Monaten zu sich genommen wird. Das Jungtier in der freien Wildbahn begann in diesem Alter, auch schon, sich für eine kurze Distanz von der Mutter zu entfernen, während die Fähigkeit des Schwinghangelns (Brachiation) bei dem Jungtier in Gefangenschaft erstmals mit neun Monaten nachgewiesen wurde. Jungtiere werden, bis sie ein Alter von 28 Monaten erreicht haben, gesäugt. Die Sterblichkeit der Jungtiere mit weniger als 10 % im ersten Lebensjahr ist gering. Jugendliche egal welchen Geschlechts sind mit sechs Jahren ausgewachsen, bleiben jedoch im elterlichen Revier, bis sie mit 8–9 Jahren die Geschlechtsreife erreicht haben. Die Generationslänge beträgt 15 Jahre. In Regionen, in denen viele Weißhandgibbons leben, tritt die Geschlechtsreife jedoch erst später mit ungefähr 8–10 (Weibchen) bzw. 8–12 Jahren (Männchen) ein. Weißhandgibbons werden in freier Wildbahn mindestens bis zu 40 Jahre alt, in Gefangenschaft dagegen bis zu 50 Jahre.

### Hybride
In nordamerikanischen und europäischen Zoos waren in den 1980ern Hybride (Kreuzungen) zwischen den verschiedenen Gibbonarten recht häufig. So sind Hybride zwischen dem Weißhandgibbon und dem Westlichen Weißbrauengibbon (Hoolock hoolock), dem Silbergibbon (H. moloch), dem Grauen Gibbon (H. muelleri), dem Kappengibbon (H. pileatus), dem Nördlichen Weißwangengibbon (Nomascus leucogenys) und dem Schwarzhandgibbon (H. agilis) bekannt.
In freier Wildbahn kommen ebenfalls regelmäßig Hybride vor. An den Oberläufen des Mudah Rivers im Nordwesten der Malaiischen Halbinsel hybridisiert der Weißhandgibbon mit dem Schwarzhandgibbon. Doch durch menschliche Aktivitäten (Abholzung und die Erschaffung eines künstlichen Sees) ist diese Hybridzone fast vollständig zerstört, sodass Hybridisierungen nun weniger häufig sind.
Hybridisierungen mit dem Kappengibbon kommen an den Oberläufen des Takhong Rivers in Thailand über 120 km nordöstlich von Bangkok im Nationalpark Khao Yai vor. Die Hybride sind lebens- und fortpflanzungsfähig und waren bzw. sind in Zoos noch relativ häufig (wie z. B. Im Opel-Zoo in Hessen). Das Fell ist nach der Geburt hell und wird mit dem Alter dunkler. Unter 61 Gibbongruppen in der Hybridzone waren mindestens 18 Hybride. Rückkreuzungen sind jedoch nicht so leicht zu erkennen. Der Index der morphologischen Merkmale verschiebt sich auf einer Strecke von neun Kilometern von 90 % Weißhandgibbon zu 90 % Kappengibbon. Aber auch hier haben menschliche Eingriffe in die Natur die Kontaktzone zwischen den beiden Arten reduziert. Südlich des Nationalparks liegen Reisfelder, die sich bis zum Golf von Thailand erstrecken. Wahrscheinlich gab es eine breite Zone mit interspezifischen Kontakt in den Oberläufen des Flusses. Es wird vermutet, dass diese Hybridzone ursprünglich über 120 km lang war. Thomas Geissmann, der die Gesänge der Hybride untersucht hat, fand heraus, dass die Merkmale, die die Gesänge prägen, in der Regel auch bei anderen Gibbonarten auftreten (nicht unbedingt bei den elterlichen Arten). Es ist ausschließlich die Kombination dieser Merkmale, die in dem Gesang der Hybride neu zu sein scheint. Die Eigenschaften des Gesangs zeigen Einflüsse sowohl von dem Kappengibbon als auch von dem Weißhandgibbon und einige Eigenschaften liegen zwischen denen der Elternarten. In bestimmten Merkmalen ähnelt der Gesang von männlichen Hybriden dem des Schwarzhandgibbons. Er besitzt dreiteilige Elemente, die weder in dem Gesang der Eltern zu finden sind, noch durch einfache Kombination deren Gesangseigenschaften entstanden sein können. Der Ruf der weiblichen Hybride ist bemerkenswert ähnlich mit dem des Silbergibbons.

## Systematik
Der Weißhandgibbon wurde 1771 von Linnaeus in dessen Werk Systema Naturae als Homo lar beschrieben. Der Typusfundort wurde von C. Kloss 1929 in Malaysia, Malakka, festgelegt.
Linnaeus beschrieb die Art folgendermaßen:

„Hüften nackt; Arme lang wie der Rumpf. Langarmaffe. Gefunden in Indien; sanftmütig, träge, mag keinen Regen und keine Kälte; 120 cm hoch. Gesicht fleischfarben, nackt, umgeben von einem Kreis aus grauen Haaren; Augen groß; Farbe reicht von schwarz bis weiß; mehr aufrecht als S. satyrus. […]“

Jahrzehntelang war die Systematik der Gibbons unübersichtlich und ungeordnet, sodass einige Arten mehr als einen Artnamen bekamen, die jetzt jedoch nicht mehr gültig sind, weil sie als synonym gelten. So verhielt es sich auch bei dem Weißhandgibbon:
- Simia albimana Vigors & Horsfield, 1828
- Hylobates longimana Schreber, 1774
- Pithecus variegates É. Geoffroy, 1812
- Hylobates varius Latreille, 1801

Die externe Systematik der Gibbons ist stark umstritten und hat sich im Laufe der Jahre stark verändert. Meist wird der Weißhandgibbon jedoch als naher Verwandter des Schwarzhandgibbons (H. agilis) und dessen Schwesterart, des Weißbartgibbons (H. albibarbis), gesehen. Zusammen mit dem Silbergibbon (H. moloch), dem Grauen Gibbon (H. muelleri) und manchmal mit dem Kappengibbon (H. pileatus) bildet er die lar-Gruppe, die dem Mentawai-Gibbon (H. klossi) gegenübergestellt wird. Wie alle anderen Arten der Gattung Hylobates hat der Weißhandgibbon 44 Chromosomen.
Die verschiedenen Unterarten sind nicht sehr divergent und unterscheiden sich nur relativ schwach in der Fellfarbe und dem Grad des Farbpolymorphismus. Die Validität (Gültigkeit) von H. l. yunnanensis als eigene Unterart ist zweifelhaft und wahrscheinlich synonym mit H. l. carpenteri. Einige Autoren sehen H. l. yunnanensis dennoch als eigene Unterart an, was aber darauf zurückzuführen ist, dass die Population vermutlich ausgestorben ist.
Der Weißhandgibbon entwickelte sich vor ca. 500.000 Jahren im Mittelpleistozän auf der Malaiischen Halbinsel und breitete sich anschließend im Norden bis nach Thailand und im Norden Sumatras nördlich des Tobasees aus. Die Verbreitung auf die Insel wurde durch das Austrocknen des Sunda Shelfs möglich, der infolge der Eiszeit, die große Mengen Wasser in Eis band, teilweise austrocknete und so Wanderungen zwischen dem Festland und den einzelnen Inseln möglich machte.

## Bedrohung

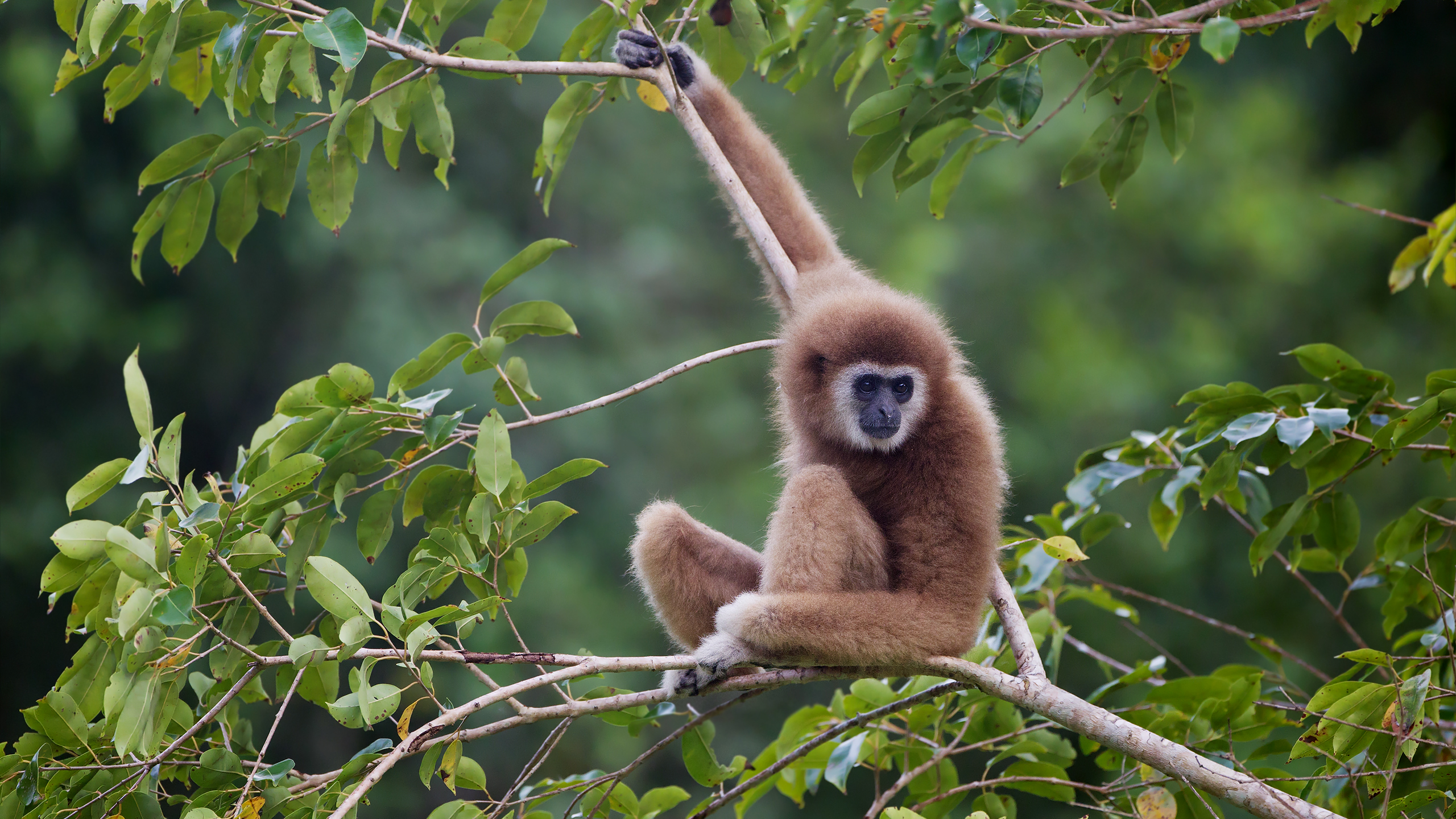
Weißhandgibbon im Nationalpark Kaeng Krachan, Phetchaburi, Thailand

In China gab es während der 1960er Jahre schätzungsweise 200 Individuen auf beiden Seiten des Nangunhe River. 1988 wurde der Weißhandgibbon hier das letzte Mal gesichtet und es wurde geschätzt, dass weniger als 10 Gruppen noch existieren. Seit 1992 gibt es keine direkten Hinweise auf die Art in dieser Region. Es wird aber vermutet, dass drei Gruppen mit etwa 10 Individuen weiterhin existieren. Wie viele Exemplare in Myanmar, Indonesien und Malaysia vorkommen, ist nicht bekannt, während es für Laos keine gesicherten Zahlen gibt. Hier sind sie nur aus der Nam Phouy National Biodiversity Protected Area bekannt und gelten als nicht häufig bis selten (einige hundert Individuen). In einigen Gebieten Thailands gibt es mehrere Gruppen, deren Mitglieder sich insgesamt auf mindestens 1000 belaufen, obwohl sie jetzt in Nordthailand selten sind. Die größte Population lebt im Nationalpark Kaeng Krachan mit Größenordnungen von 3000 bis 4000 Individuen. Der Western Forest Complex, zu dem mehrere Schutzgebiete gehören, ist die Heimat von insgesamt 10.000 Tieren und 1000 Exemplare kommen jeweils im Phukhieo Wildlife Sanctuary, im Nationalpark Nam Nao und im Westen des Nationalparks Khao Yai vor. Ein paar kleinere Populationen leben weiter südlich z. B. im Nationalpark Khao Sok.
Die größte Bedrohung des Weißhandgibbons ist die Jagd (sie hat sogar die Waldrodung vom ersten Platz verdrängt). Gejagt werden sie für den Verzehr und den Haustierhandel. Die Jagd ist je nach Region unterschiedlich stark und wird selbst in Naturschutzgebieten praktiziert. Ein Großteil der Jagd wird von Dorfbewohnern ausgeübt, die Adlerholzbäume (Aquilaria) wegen ihres wertvollen, aromatischen Holzes fällen. Der Bau von Straßen (zum Beispiel der Highway durch die Nam Phouy National Biodiversity Protected Area und der North-South Expressway in Malaysia) stellen ebenfalls eine Gefahr dar, da er Waldrodungen notwendig macht und durch die Fragmentierung der Wälder, die Jägern besseren Zugang verschafft. Fortschreitender Lebensraumverlust wird außerdem durch Landwirtschaft und Ölpalmenplantagen verschärft. Im Norden Sumatras sind die meisten Tieflandwälder abgeholzt und der Plan eines „Ladia Galaska“ genannten Straßennetzwerks, das die Ost- und Westküste der Provinz Aceh miteinander verbinden soll, bedeutet, dass auch ein Großteil der noch übriggebliebenen Wälder in Gefahr ist.
Der Weißhandgibbon wird von der International Union for Conservation of Nature and Natural Resources (IUCN) als „stark gefährdet“ („endangered“) klassifiziert. Er ist wie alle Gibbonarten in allen Ländern seines Verbreitungsgebietes geschützt und im Washingtoner Artenschutzübereinkommen im Anhang I gelistet. Fast überall ist er auf Schutzgebiete beschränkt (wie in Thailand, wo außerhalb der Naturschutzgebiete keine bedeutsamen Populationen zu finden sind). Doch in den meisten Ländern sind diese Schutzgebiete nicht gut überwacht, auch wenn sie für den Tourismus unterhalten werden. Es besteht ein dringender Bedarf an verbessertem Schutz dieser Gebiete, idealerweise unter Einbeziehung der lokalen Bevölkerung. Illegale Nutzung von Waldprodukten und Wilderei ist in den meisten Schutzgebieten üblich. Unzureichende Verwaltung und unzulänglicher Schutz, nicht etwa Waldzerstörung, sind die wichtigsten, langfristigen Bedrohungen. Weitere Bestandszählungen sind notwendig, um aktuelle Angaben über die Populationen in den Schutzgebieten zu erhalten. Ein solcher Schwerpunktbereich liegt in Südwestyunnan, wo es unklar ist, ob die Art hier überhaupt überlebt hat.